# 全国文化財総覧
全国文化財総覧（ぜんこくぶんかざいそうらん）、旧称・全国遺跡報告総覧（ぜんこくいせきほうこくそうらん）は、独立行政法人国立文化財機構奈良文化財研究所（奈文研）が運営する、日本国内の遺跡（埋蔵文化財包蔵地）の発掘調査報告書、またその他の文化財関連書籍・資料をPDF形式で電子化し、インターネット上で検索・閲覧できるようにした機関リポジトリシステムである。

## 概要
文化庁によると、遺跡は日本全国におよそ460000箇所存在し、毎年9000件程の発掘調査が行われている。遺跡の多くは発掘調査後に土木工事などにより消滅するため、その報告書は現地に保存できなかった遺跡を紙面に変えて記録保存したものとして、遺跡に代わる公的性格をもったものとして位置づけられ、考古学の研究や歴史教育における貴重な資料として役立てることができる。
しかし、報告書の発行部数は1遺跡につき300部程度であり、調査された遺跡のある地域周辺の図書館や、国立国会図書館など限られた施設にしか所蔵されていないことが多く、出版界にもあまり出回らないため図書館界では入手・閲覧が困難な「灰色文献」とされている。全国遺跡報告総覧は、このような利用しづらい発掘調査報告書を著作権等の問題をクリアしたものに限りインターネット上で公開することで、学術研究者だけでなく一般人にいたるまで誰でも閲覧可能とすることを目指している。PDFの全文データはないが、巻末の抄録（抜書き）情報を登録したものもある。開設以来その閲覧数は増加し続けており、2013年度（平成24年度）には約300000ダウンロードを記録した。文化庁は埋蔵文化財の保存と活用に効果的であるとして、地方自治体や研究機関に積極的な参加と報告書データの提供を呼び掛けている。
2025年（令和7年）4月1日現在で、書誌登録数:133648件、PDFデータがある書誌登録数:42954件、抄録登録数:225981件を記録している。

### 使用方法
遺跡名や、遺構・遺物・時代名・調査組織名（〇〇県埋蔵文化財センターなど）といったキーワードを入力し検索すると、全国の発掘調査報告書の中から関連性の深いものが抽出される。ダウンロード機能が付いたものであれば、報告書全文をダウンロードし保存することも可能である。

## 沿革
- 2007年度（平成19年度）、島根大学附属図書館を中心とする中国地方の国立大学付属図書館5館が共同で「全国遺跡資料リポジトリ・プロジェクト」をスタート。報告書の電子公開を始める。
- 2008年度（平成20年度）～2012年度（平成24年度）、国立情報学研究所の最先端学術情報基盤（CSI）整備委託事業に採択される。科学研究費補助金研究成果公開促進費を活用し、全国21の国立大学が26道府県の発掘調査報告書の電子化を行い、5年間の委託事業期間中に11916件を電子化。
- 2014年度（平成26年度）、CSI整備委託事業期間終了後の事業継続に向けて「全国遺跡報告総覧プロジェクト」スタート。
- 2015年度（平成27年度）、大学ごとに分散していた21のシステムを奈良文化財研究所が統合して引き継ぎ、「全国遺跡報告総覧」となる[8]。
- 2025年（令和7年）3月31日、発掘調査報告書以外の文化財刊行物も閲覧資料に多数含まれていることから、サイト名称を全国遺跡報告総覧から全国文化財総覧へ改称[1]。

## ウィキペディアでの活用
2021年（令和3年）4月26日、奈文研は、全国文化財総覧に登録された刊行物（報告書・図録など）・動画・論文などの各種コンテンツを、ウィキペディアの出典情報として正確に、かつ書式に従い効率よく引用出来るようにするため、引用時にコンテンツ表記を自動表示するアイコンを開設した。これによりウィキペディアの、主に遺跡や考古学に関する事項を編集するユーザーは、執筆においては発掘調査報告書を参照し、出典として引用したい場合には書誌情報を迅速にコピー・アンド・ペースト出来るようになった。